# Liu Zhang (Prinz)

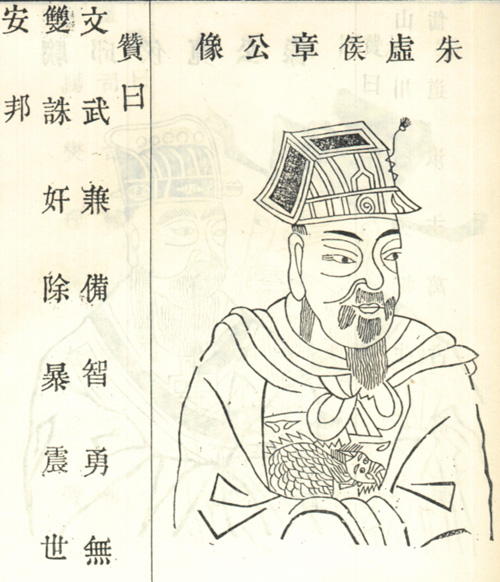
Liu Zhang

Liu Zhang (chinesisch 劉章), postumer Titel Prinz Jing von Chengyang (城陽景王; † 177 v. Chr.), war ein Prinz der Han-Dynastie in China. Seine Eltern waren Liu Fei, Prinz von Qi, und seine Gemahlin Si gewesen, was Liu Zhang zu einem Enkel des Kaisers Gaozu von Han macht. Er wurde 186 v. Chr. von der Kaiseringroßmutter Lü Zhi zum Marquis von Zhuxu ernannt und mit der Tochter ihres Neffen Lü Lu vermählt. Sie berief ihn außerdem in die Hauptstadt Chang’an, wo er als kaiserlicher Wachkommandant diente.
Für seine Beteiligung am Staatsstreich gegen die Lü-Familie im Jahr 180 hatte man Liu Zhang ursprünglich den Titel Prinz von Zhao mit den dazugehörigen Ländereien versprochen. Als Kaiser Wen jedoch erfuhr, dass Liu Zhang ursprünglich seinen Bruder Liu Xiang zum Kaiser machen wollte, verlieh er ihm im Jahr 178 nur den Titel Prinz von Chengyang aus den Ländereien seines jüngst verstorbenen Bruders. Anders als sein Bruder Liu Xingju übte Liu Zhang keine Rache am Kaiser, sondern wirtschaftete in seinem Land so gut, dass ihn das Volk nach seinem Tod im nächsten Jahr wie eine Gottheit verehrten.
| Personendaten    | Personendaten                                    |
| ---------------- | ------------------------------------------------ |
| NAME             | Liu Zhang                                        |
| ALTERNATIVNAMEN  | Jing von Chengyang, Prinz                        |
| KURZBESCHREIBUNG | Prinz der Han-Dynastie und Gegner der Lü-Familie |
| GEBURTSDATUM     | 2. Jahrhundert v. Chr.                           |
| GEBURTSORT       | China                                            |
| STERBEDATUM      | 177 v. Chr.                                      |
| STERBEORT        | Chengyang, China                                 |